# Gare de Pereire - Levallois
Gare de Pereire - Levallois RER állomás Franciaország fővárosában, Párizsban. Az állomást a RER C betűjelű vonala érinti.

## Vasútvonalak
Az állomást az alábbi vasútvonalak érintik:
- Ermont-Eaubonne-Champ-de-Mars-vasútvonal

## Kapcsolódó állomások
A vasútállomáshoz az alábbi állomások vannak a legközelebb:
- Gare de la Porte de Clichy (Gare de Pontoise, RER C)
- Gare de Neuilly - Porte Maillot (Gare de Massy - Palaiseau, RER C)

## Lásd még
- Franciaország vasútállomásainak listája
- A párizsi RER állomásainak listája